# Ernst Weißbach
Ernst Weißbach (* 19. Jahrhundert; † 20. Jahrhundert) war ein deutscher Schriftsteller.

## Leben
Weißbach war Schriftleiter des Erzgebirgs-Verlags Krumhermersdorf-Waldkirchen und gab als solcher 1920 zum ersten Mal unter dem Titel Das Rauschen der Wälder das Erzgebirgische Literatur-Jahrbuch heraus, das nach Weißbachs Aussage allen Erzgebirgern ein angenehmer Gesellschafter und allen Wandervögeln ein guter Reisebegleiter sein sollte. Der erwartete Erfolg hielt sich jedoch in Grenzen, so dass das Erscheinen eingestellt werden musste.
Im Erzgebirgs-Verlag veröffentlichte Weißbach weitere seiner Werke, darunter den Roman Des Lebens Wellen sowie 1919 der Roman  Welkende Rosen. 1919 erschien im Verlag Friedr. Lüthke in Leipzig-Lindenau Weißbachs Novellen Des Lebens Schwingen und im Verlag Aurora, Dresden-Weinböhla, die Novellensammlung Auf Frühlingsschwingen.

## Werke
- Auf Frühlingsschwingen, Novellen, Dresden-Weinböhla: Aurora, 1919.
- Des Lebens Wellen, Roman, Leipzig: Lüthke, 1919.
- Das Rauschen der Wälder, Erzgebirgisches Literatur-Jahrbuch, Herausgeber Ernst Weißbach, Erzgebirgs-Verlag Krumhermersdorf - Waldkirchen, 1920.

| Personendaten    | Personendaten            |
| ---------------- | ------------------------ |
| NAME             | Weißbach, Ernst          |
| KURZBESCHREIBUNG | deutscher Schriftsteller |
| GEBURTSDATUM     | 19. Jahrhundert          |
| STERBEDATUM      | 20. Jahrhundert          |